# Roc del Balsirroi
El Roc del Balsirroi és una muntanya de 2.205 metres que es troba al municipi de Farrera, a la comarca del Pallars Sobirà.